# Eutimio l'Atonita
Eutimio l'Atonita, conosciuto anche come Eutimio dell'Abasgian o Eutimio il georgiano, in georgiano ექვთიმე ათონელი (=Ekvtime Atoneli) (Georgia, 955 – Monte Athos, 13 maggio 1028), è stato un monaco cristiano georgiano.
Figlio di Giovanni Varaz-vache Chordvaneli e nipote del generale georgiano Tornike Eristavi, Eutimio fu preso ostaggio in giovane età a Costantinopoli; con l'intervento del padre venne rilasciato e con il padre si ritirò a vita eremitica sul Monte Athos, presso la lavra di Sant'Atanasio l'Atonita. Con il padre e lo zio materno fu il promotore e il costruttore della Lavra di Iviron di cui più tardi divenne il superiore e fu riconosciuto come uno dei più fini teologi d'oriente del suo tempo.
Molto dotato nelle lingue, fu traduttore in georgiano di molti testi greci: gli sono riconosciuti circa centosessanta traduzioni dal greco, tra cui testi di Basilio il Grande, di Giovanni Climaco e i commenti ai Vangeli di Giovanni Crisostomo, alcuni assegnano a lui anche la traduzione di Sibrdzne Balavarisa, una versione cristianizzata di episodi della vita del Budda che più tardi divenne celebre con il titolo di Barlaam e Iosafat.